# Baarnse Atletiek Vereniging
Baarnse Atletiek Vereniging (BAV) is een atletiekvereniging aan de Geerenweg in Baarn in de provincie Utrecht.
De accommodatie op sportpark Ter Eem waar de club traint en haar wedstrijden heeft, werd in 2013 aangelegd en is een tartan kunststofbaan. De vereniging werd opgericht in 1962. Het clubblad heet de Baviaan. Sinds 1991 doet de vereniging mee om het bevrijdingsvuur vanuit Wageningen in de nacht van  4 op 5 mei naar het gemeentehuis van Baarn te brengen. 

## Geschiedenis
De BAV was de opvolger van twee eerdere verenigingen. In 1927 was de BAC (Baarnsche Atletiek Club) opgericht met een accommodatie in Lage Vuursche. De vereniging stopte in 1931. De tweede BAC bestond tussen 1947 en 1954 en sportte bij de Zwarte Weg, bij de tegenwoordige zoutopslag richting Eemnes. De huidige vereniging begon op 23 oktober in 1962 met als eerste voorzitter en leraar aan het Baarnsch Lyceum, Jaap Manting. Naar hem zou de jaarlijkse BAV-Trofee worden genoemd. Deze wisselbeker wordt uitgereikt aan de beste pupil overall.
Na een grote loterij kon begin jaren negentig een nieuw clubgebouw worden gerealiseerd. Vanaf het 25-jarig bestaan werd een Cascade-estafette gehouden. Daarin waren alle atletieknummers opgenomen en konden alle leden meedoen. 
Tot in de jaren zestig werd de Domeincross gehouden. De club heeft als jaarlijks terugkerend onderdeel de Wintercup. Hierbij wordt door lange-afstandlopers in één seizoen driemaal de tien kilometer gelopen. 
De Jan van Ginkeltrofee wordt sinds 1989 uitgereikt aan de BAV-atleet van het Jaar. Jan van Ginkel was erelid van BAV en werd in 1955 marathonkampioen van Nederland.